# Sebecosuchia
Clade
Familles de rang inférieur
- † Baurusuchidae

- † Sebecidae

Genres de rang inférieur
- † Pabwehshi
- † Cynodontosuchus
- † Pissarrachampsa
- † Stratiotosuchus
- † Campinasuchus
- † Baurusuchus
- † Bergisuchus
- † Iberosuchus
- † Lorosuchus
- † Pehuenchesuchus
- † Barinasuchus
- † Ayllusuchus
- † Bretesuchus
- † Langstonia
- † Sebecus
- † Zulmasuchus

Les Sebecosuchia ou  Sébécosuchiens en français (ainsi dénommés en souvenir du dieu-crocodile égyptien Sobek) forment un clade éteint de crocodylomorphes notosuchiens souvent rattachés au clade des Ziphosuchia. Ils ont évolué au Crétacé supérieur à partir du Santonien jusqu'au Miocène moyen, ce qui en fait le seul clade de Notosuchiens ayant survécu à l'extinction massive de la fin du Crétacé. Leurs fossiles sont connus en Amérique du Sud, en Afrique du Nord, en Europe et sur le sous-continent indien.
En 2017 cependant, Dal Sasso et ses collègues décrivent à nouveau ces fossiles, ainsi que les nouveaux restes d'un animal du Jurassique moyen (Bathonien) de Madagascar, nommé Razanandrongobe sakalavae, décrit par ses inventeurs, S. Maganuco et al. en 2006, comme un Archosaurien carnivore ayant vécu il y a environ d'environ 167 Ma (millions d'années). Dal Sasso et ses collègues en font un notosuchien « clairement enraciné dans le clade des Ziphosuchia et très proche des Sebecosuchia ». Cette attribution phylogénétique, provisoire selon ses auteurs, pourrait, si elle était confirmée, considérablement décaler dans le passé, d'environ 80 Ma, les origines des Sébécosuchiens.

## Historique
Le groupe des Sébécosuchiens a été érigé par le paléontologue américain  Edwin Colbert (en) en 1946 pour y inclure le genre Sebecus et la famille des Baurusuchidae. Le genre Sebecus, connu en Amérique du Sud depuis 1937, est un Crocodyliformes particulier avec un museau haut et des dents ziphodontes, c'est-à-dire comprimées latéralement, courbées et dentelées. La famille des Baurusuchidae avait été créée un an plus tôt par L. I. Price pour y intégrer le nouveau genre sud-américain Baurusuchus,.

## Description
.

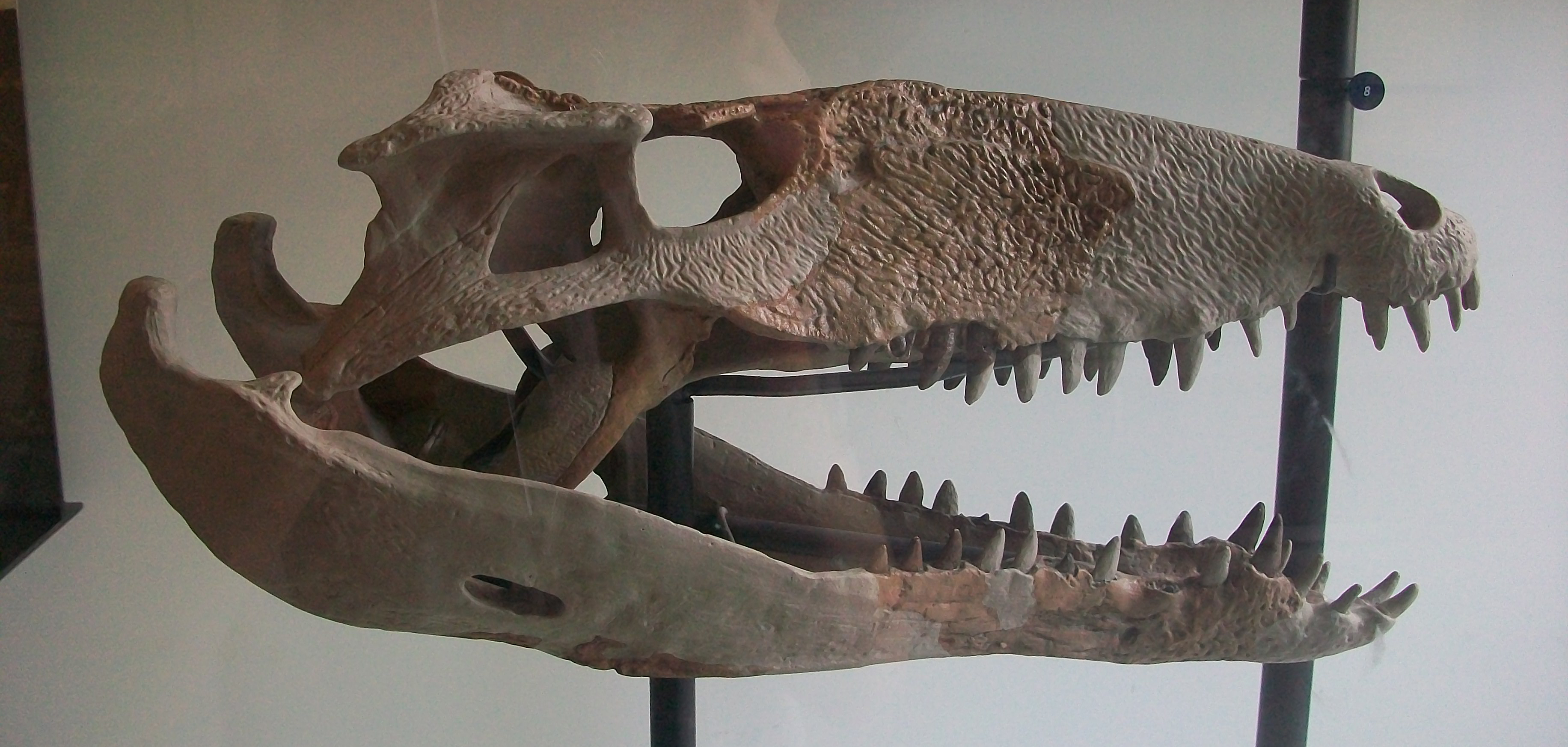
Crâne de Sebecus icaeorhinus (spécimen AMNH 3160) montrant la compression latérale et les narines à l'avant du museau

Les Sébécosuchiens sont des carnivores terrestres, comme l'indiquent leurs narines placées tout à l'avant de leur museau (une différence notable avec celles des crocodiles aquatiques, où elles sont situées sur le haut du museau). Il en est de même pour orbites des yeux, placées latéralement chez les sébécosuchiens et dorsalement chez les crocodiles aquatiques.
Leur museau est comprimé latéralement, une caractéristique partagée avec d'autres « reptiles » terrestres comme les dinosaures théropodes. Cette convergence évolutive est renforcée par la présence chez les Sébécosuchiens d'un quatrième trochanter, proéminent sur le fémur, qui permettait l'insertion de muscles qui leur ont peut-être permis une locomotion bipède.
Leur museau étroit devait permettre de concentrer la force de leurs mâchoires. Leurs dents caractéristiques sont tout à fait adaptées pour s'enfoncer et trancher les chairs de leurs proies. De plus, l'os ptérygoïdien du crâne est fortement courbé, ce qui permet le placement d'un muscle adducteur de la mâchoire plus large qui se referme plus rapidement et augmente la puissance de la morsure de l'animal.

## Classification
Plusieurs familles, souvent composées d'un seul genre, ont été un temps rattachées aux Sébécosuchiens :
- † Chimaerasuchidae
- † Comahuesuchidae
- † Notosuchidae
- † Sphagesauridae
- † Peirosauridae
- † Itasuchidae
- † Bergisuchidae
- † Iberosuchidae

Seules deux familles sont aujourd'hui assignées à ce clade, :
- † Baurusuchidae ;
- † Sebecidae.

En 2014, Diego Pol et ses collègues conduisent une synthèse phylogénétique, intégrant de nombreux nouveaux genres et espèces découverts au début des années 2010. Elle compile plusieurs études phylogénétiques antérieures pour aboutir à une matrice incluant 109 Crocodyliformes et genres proches dont 412 caractères morphologiques sont étudiés. Les Notosuchiens selon D. Pol et al. regroupent 45 genres et 54 espèces. Leur cladogramme est présenté ci-dessous, d'abord dans une version générale simplifiée des Notosuchia montrant la position des Sebecosuchia, et les différents clades, genres et espèces qui lui sont rattachés, puis dans une version focalisée sur les Sebecosuchia et « élaguée » du genre Pehuenchesuchus car basé sur des restes fossiles trop fragmentaires :
- Notosuchia
  - 
    - 
      - Uruguaysuchidae
        - Araripesuchus tsangatsangana
        - 
          - Anatosuchus
          - Araripesuchus wegeneri

        - 
          - Araripesuchus buitreraensis
          - 
            - Araripesuchus gomesii
            - 
              - Araripesuchus patagonicus
              - Uruguaysuchus

      - 
        - Stolokrosuchus
        - 
          - Mahajangasuchidae
            - Kaprosuchus
            - Mahajangasuchus

          - Peirosauridae
            - Hamadasuchus
            - 
              - Gasparinisuchus
              - Lomasuchus
              - Montealtosuchus
              - Uberabasuchus

    - 
      - Candidodon
      - Ziphosuchia
        - Libycosuchus
        - 
          - Simosuchus
          - 
            - 
              - Malawisuchus
              - Pakasuchus

            - 
              - 
                - Morrinhosuchus
                - 
                  - Notosuchus
                  - 
                    - Coringasuchus
                    - Labidiosuchus
                    - Mariliasuchus
                    - Sphagesauridae
                      - 
                        - Adamantinasuchus
                        - Yacarerani

                      - 
                        - 
                          - Caipirasuchus stenognathus
                          - 
                            - Caipirasuchus paulistanus
                            - Caipirasuchus montealtensis

                        - 
                          - Sphagesaurus
                          - 
                            - Armadillosuchus
                            - Caryonosuchus

              - 
                - Chimaerasuchus
                - 
                  - Comahuesuchus
                  - Sebecosuchia
                    - Pabwehshi
                    - Baurusuchidae
                      - Cynodontosuchus
                      - 
                        - Pissarrachampsa
                        - 
                          - Stratiotosuchus
                          - 
                            - Campinasuchus
                            - 
                              - Baurusuchus albertoi
                              - 
                                - Baurusuchus pachecoi
                                - Baurusuchus salgadoensis

                    - 
                      - 
                        - Bergisuchus
                        - Iberosuchus

                      - Sebecidae
                        - 
                          - Lorosuchus
                          - Pehuenchesuchus

                        - 
                          - Barinasuchus
                          - 
                            - 
                              - Ayllusuchus
                              - Bretesuchus

                            - 
                              - « forme de Lumbrera »
                              - Langstonia
                              - Sebecus
                              - Zulmasuchus

- Sebecosuchia
  - Baurusuchidae
    - Cynodontosuchus
    - 
      - Pissarrachampsa
      - 
        - Stratiotosuchus
        - 
          - Campinasuchus
          - 
            - Baurusuchus albertoi 
            - 
              - Baurusuchus pachecoi
              - Baurusuchus salgadoensis 

  - 
    - 
      - Bergisuchus
      - Iberosuchus

    - Sebecidae
      - Lorosuchus
      - 
        - Barinasuchus
        - 
          - 
            - Ayllusuchus
            - Bretesuchus 

          - 
            - Langstonia (ex-Sebecus huilensis) 
            - Sebecus 
            - Zulmasuchus (ex-Sebecus querejazus)
            - « forme de Lumbrera »